# Transactions of the ASABE
Transactions of the ASABE (ook wel Transactions of the American Society of Agricultural and Biological Engineers) is een internationaal, aan collegiale toetsing onderworpen wetenschappelijk tijdschrift op het gebied van de agrarische techniek.
De naam wordt in literatuurverwijzingen meestal afgekort tot T ASABE.
Het wordt uitgegeven door de American Society of Agricultural and Biological Engineers (ASABE).